# Breezing
『Breezing／KYOKO Ⅲ』（ブリージィング）は、1983年7月5日に発売された小泉今日子の3枚目のオリジナル・アルバム。
帯コピー：キョンキョンの前では、そよ風も踊りだす!!!

## 背景
シングル「春風の誘惑」、「まっ赤な女の子」(アルバム・バージョン) を収録。「まっ赤な女の子」からディレクターが髙橋隆から田村充義へ交代となったことで、誰に曲を書いて欲しいかという話が出されるようになり、小泉はシャネルズと横浜銀蝿が好きと答えている。本作ではシャネルズのメンバーだった田代マサシと鈴木雅之が詞・曲を提供しており、少しずつ小泉本人の希望が作品に反映されるようになった。
LPレコードおよびカセットでは、女の子っぽいA面を ″Girl Side″ 、大人っぽいB面を ″Lady Side″ とコンセプトが分けられているが、これについて小泉は「ああ、アルバムはこうやって作るんだと思いました。大人っぽい歌を歌えるのがうれしくて。」と振り返っている。
2007年7月25日には、「春風の誘惑」のB面曲「真夜中のレッスン」、「まっ赤な女の子」のB面曲「午後のヒルサイドテラス」が追加収録された『WHISPER+2』がデジタルリマスター音源、紙ジャケット仕様でリリースされた。

## 収録曲

### LP／CT
| #         | タイトル             | 作詞       | 作曲             | 編曲       | 時間  |
| --------- | -------------------- | ---------- | ---------------- | ---------- | ----- |
| 1.        | 「まっ赤な女の子」   | 康珍化     | 筒美京平         | 佐久間正英 | 3:46  |
| 2.        | 「Candy Kiss」       | 湯川れい子 | 南こうせつ       | 大村雅朗   | 3:25  |
| 3.        | 「だから抱きしめて」 | 田代マサシ | 鈴木雅之         | 村松邦男   | 3:40  |
| 4.        | 「Happy Birthday」   | 田代マサシ | 鈴木雅之         | 村松邦男   | 3:50  |
| 5.        | 「ときめきたいの」   | 三浦徳子   | タケカワユキヒデ | 甲斐正人   | 3:47  |
| 合計時間: | 合計時間:            | 合計時間:  | 合計時間:        | 合計時間:  | 18:28 |

| #         | タイトル           | 作詞       | 作曲             | 編曲      | 時間  |
| --------- | ------------------ | ---------- | ---------------- | --------- | ----- |
| 1.        | 「春風の誘惑」     | 篠原ひとし | 緑一二三         | 萩田光雄  | 2:59  |
| 2.        | 「愛なき世代」     | 竜真知子   | 鈴木キサブロー   | 萩田光雄  | 3:15  |
| 3.        | 「夢見る年頃」     | 青木茗     | 滝沢洋一         | 難波弘之  | 4:11  |
| 4.        | 「雨の海岸通り」   | 三浦徳子   | タケカワユキヒデ | 甲斐正人  | 3:26  |
| 5.        | 「Kiss Me Please」 | 原由子     | 奥慶一           | 奥慶一    | 3:43  |
| 合計時間: | 合計時間:          | 合計時間:  | 合計時間:        | 合計時間: | 17:34 |

### Breezing＋2
- 2007年7月25日発売。全曲デジタルリマスター・紙ジャケット仕様。新たに2曲がボーナス・トラックとして追加収録された[4]。

| #   | タイトル             | 作詞       | 作曲             | 編曲       | 時間 |
| --- | -------------------- | ---------- | ---------------- | ---------- | ---- |
| 1.  | 「まっ赤な女の子」   | 康珍化     | 筒美京平         | 佐久間正英 | 3:46 |
| 2.  | 「Candy Kiss」       | 湯川れい子 | 南こうせつ       | 大村雅朗   | 3:25 |
| 3.  | 「だから抱きしめて」 | 田代マサシ | 鈴木雅之         | 村松邦男   | 3:40 |
| 4.  | 「Happy Birthday」   | 田代マサシ | 鈴木雅之         | 村松邦男   | 3:50 |
| 5.  | 「ときめきたいの」   | 三浦徳子   | タケカワユキヒデ | 甲斐正人   | 3:47 |
| 6.  | 「春風の誘惑」       | 篠原ひとし | 緑一二三         | 萩田光雄   | 2:59 |
| 7.  | 「愛なき世代」       | 竜真知子   | 鈴木キサブロー   | 萩田光雄   | 3:15 |
| 8.  | 「夢見る年頃」       | 青木茗     | 滝沢洋一         | 難波弘之   | 4:11 |
| 9.  | 「雨の海岸通り」     | 三浦徳子   | タケカワユキヒデ | 甲斐正人   | 3:26 |
| 10. | 「Kiss Me Please」   | 原由子     | 奥慶一           | 奥慶一     | 3:43 |

| #         | タイトル                   | 作詞      | 作曲           | 編曲       | 時間  |
| --------- | -------------------------- | --------- | -------------- | ---------- | ----- |
| 11.       | 「真夜中のレッスン」       | 森雪之丞  | はしだのりひこ | 萩田光雄   | 3:25  |
| 12.       | 「午後のヒルサイドテラス」 | 秋元康    | 筒美京平       | 佐久間正英 | 2:43  |
| 合計時間: | 合計時間:                  | 合計時間: | 合計時間:      | 合計時間:  | 42:27 |

### 曲解説
1. まっ赤な女の子
  - 5thシングルA面曲。イントロが異なるアルバムバージョン。
2. Candy Kiss
3. だから抱きしめて
4. Happy Birthday
5. ときめきたいの
6. 春風の誘惑
  - 4thシングルA面曲。
7. 愛なき世代
8. 夢見る年頃
9. 雨の海岸通り
10. Kiss Me Please

#### Breezing＋2 ボーナス・トラック
1. 真夜中のレッスン
  - 4thシングル「春風の誘惑」B面曲。
2. 午後のヒルサイドテラス
  - 5thシングル「まっ赤な女の子」B面曲。